# 倉橋泰吉
倉橋 泰吉（くらはし やすよし、慶長4年2月26日（1599年3月22日） - 寛文10年9月17日（1670年10月30日））は、江戸時代前期の日本の公卿。安倍姓倉橋家初代。

## 生涯
土御門久脩の次男として誕生。慶長17年12月13日、14歳で元服し、同日に蔵人となり、左近衛将監に任官される。このとき、倉橋と号して倉橋家を創設したという。家号は遠祖・安倍倉梯麻呂にちなんだとされる。
慶安2年正月12日（1649年2月23日）には、同月5日に従三位に叙された位記を賜う。これによって公卿入りを果たした。このとき51歳である。翌月には民部卿となり、9年間務めた。寛文10年（1670年）、72歳で薨去した。

## 官歴
- 慶長17年12月13日（1613年2月2日）、蔵人、左近衛将監
- 寛永5年1月6日（1628年2月10日）、従五位下
- 寛永5年1月11日（1628年2月15日）、左馬助
- 寛永6年1月5日（1629年1月29日）、従五位上
- 寛永9年1月5日（1632年2月24日）、正五位下
- 寛永13年1月5日（1636年2月11日）、従四位下
- 寛永17年1月5日（1640年2月26日）、従四位上
- 寛永21年1月5日（1644年2月12日）、正四位下
- 慶安2年1月5日（1649年2月16日）、従三位
- 慶安2年2月4日（1649年3月16日）、民部卿
- 承応4年1月5日（1655年2月11日）、正三位
- 明暦3年11月22日（1657年12月26日）、民部卿を辞す
- 寛文5年12月23日（1666年1月28日）、従二位

## 系譜
- 父：土御門久脩
- 妻：冷泉為将の娘
- 子：倉橋泰純
- 養子：倉橋泰貞 - 泰純の子、泰吉の孫にあたる